# Wólka Kłucka (gmina)
Wólka Kłucka – dawna gmina wiejska istniejąca w XIX wieku w guberni kieleckiej. Siedzibą władz gminy była Wólka Kłucka.
Za Królestwa Polskiego gmina Wólka Kłucka należała do powiatu kieleckiego w guberni kieleckiej (utworzonej w 1867).
Gminę zniesiono w połowie 1870 roku a jej obszar włączono do gmin Snochowice i Mniów.
Brak informacji o dacie zniesienia gminy, lecz w wykazie z 1877 i 1883 roku jednostka już nie występuje, a Wólka Kłucka wchodzi w skład gminy Snochowice.